# Joan Bulmer
Joan Bulmer, född 1519, död 1590, var en engelsk hovfunktionär. Hon var hovdam hos drottning Katarina Howard. 
Hon var dotter till George Acworth och Margaret Wilberforce. Hon gifte sig mycket ung med William Bulmer, men separerade från honom och tog tjänst i Agnes Howards hushåll, där hon lärde känna Katarina Howard och bevittnade dennas sexuella liv. Hon hade själv ett förhållande med Edward Waldegrave. 
När Katarina Howard gifte sig med Henrik VIII av England 1540, begärde hon framgångsrikt att anställas i hennes hushåll genom att hänvisa till deras tidigare bekantskap. När Katarina Howard arresterades och ställdes inför rätta för äktenskapsbrott, blev även Joan Bulmer gripen och satt fängslad i flera månader. Hon är avgav ett vittnesmål om Katarina Howards liv före äktenskapet, då Howard hade haft samlag med Francis Dereham i Lambeth. 
Efter Katarina Howards avrättning blev Joan Bulmer frisläppt. Hon uppgav sig vara änka 1542, men var i själva verket bara separerad. Först 1556 kunde hon gifta sig med sin älskare Edward Waldegrave.